# Aka birman
Pour les articles homonymes, voir Aka.
 (octobre 2012).

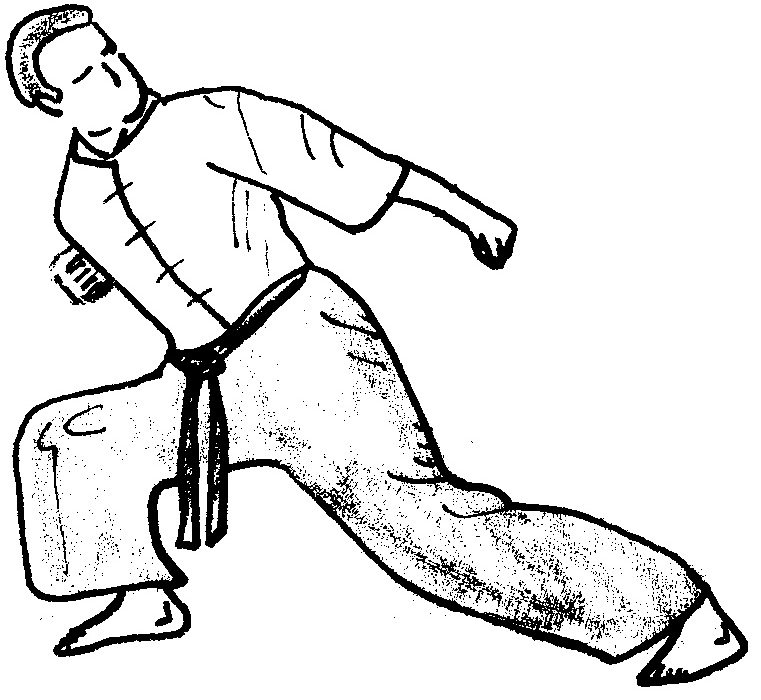
Forme technique ancestrale : ici une technique de déviation dans le "aka du point".

Aka est un terme désignant une forme martiale dans les arts de combat de Birmanie (thaing), c'est-à-dire une séquence de combat réalisée dans le vide, avec ou sans armes, dont le déroulement reproduit un schéma de combat prédéterminé contre un ou plusieurs adversaires imaginaires. L’enchaînement gestuel exécuté en solo peut être aussi interprété avec un partenaire. Sa composition est le plus souvent très ancienne et se véhicule de génération en génération.

## Lebandod’Hanthawaddymoderne
Le Bando modernisé de style Hanthawaddy-thaing du XIXe siècle, dispose de différentes formes martiales à mains nues et avec arme.

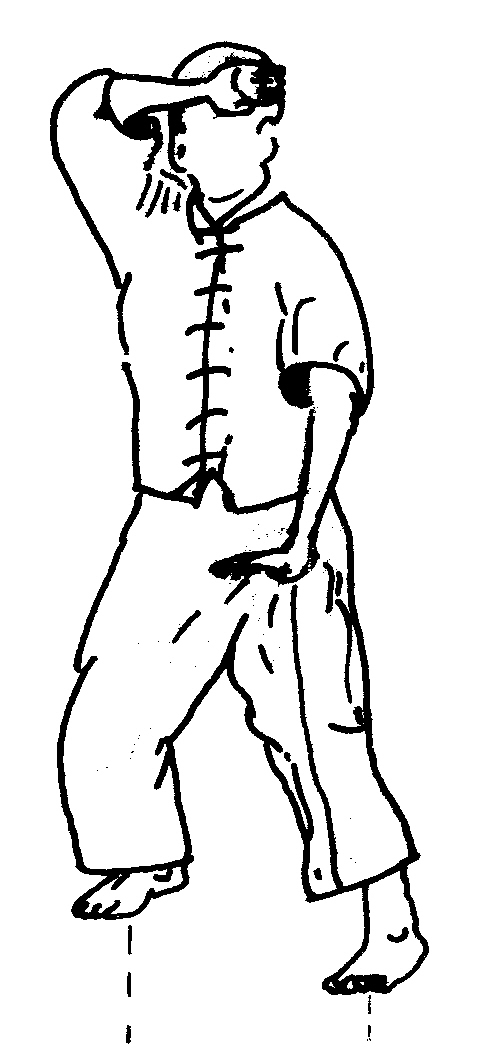
Forme animale (Tigre).

Pour le travail à mains nues ou bando on recense différents types d'akas. Nous trouvons d’abord, une famille de neuf « akas géométriques » (ex. : Le Point, Le Carré, La Croix, etc.) contenant les principales techniques de contre-offensive ainsi que des postures et déplacements fondamentaux. Ces formes de base consistent à mobiliser les éléments vécus durant des périodes d’apprentissage technique. Par exemple, le novice (ceinture blanche) étudie les gestes de percussion de poing et les blocages-déviants avec les bras, techniques que l’on va retrouver dans la « Forme du point » (défendre un territoire).

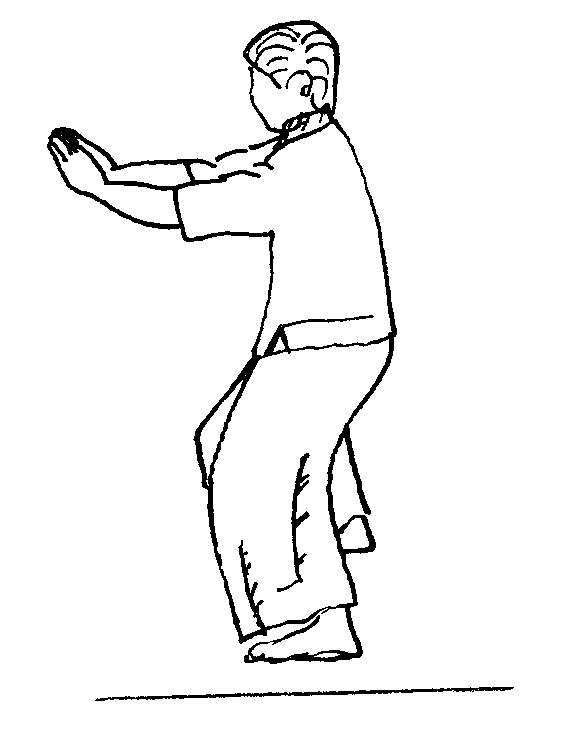
Forme animale (Aigle)

Les cinq akas géométriques à l’intention des pratiquants appelés « ceintures de couleur », sont étudiés dans l’ordre suivant : Le point (en anglais, Point Form), Le carré (Square Form), La croix (Cross Form), Le « T » (T Form) et La ligne (Line Form). Quatre autres akas complètent la liste : Le triangle (Triangle Form), Le cercle (Circle Form), L’étoile (9-Points Star Form) et Le soleil (Sun Form). Dans certains de ces akas géométriques on retrouve des comportements de combat propres à certaines techniques animales (Ex. techniques du sanglier dans La croix). D’ailleurs, les structures des akas géométriques peuvent servir de canevas à l’application de formes animales.
Les akas de formes animales sont conjointement étudiés avec les akas géométriques, le plus souvent de type « mini-forme animale » (mini-aka). Le aka de l’aigle, consiste à travailler des contre-offensives à deux mains ouvertes ; le aka de la panthère, centre le travail défensif sur des déviations de coups avec les paumes de main, des simulations de saisies, des ripostes mains ouvertes et un travail proche du sol avec des balayages tournants. Le pongyi thaing a également des sortes d'akas (Ex. : le "pongyi-aka" ou « forme du bonze à mains nues »). Le minzin, ou travail des « formes internes et énergétiques » réalisées sans puissance dans un ordre prédéfini, utilise les akas de formes animales en tant que structures gestuelles.

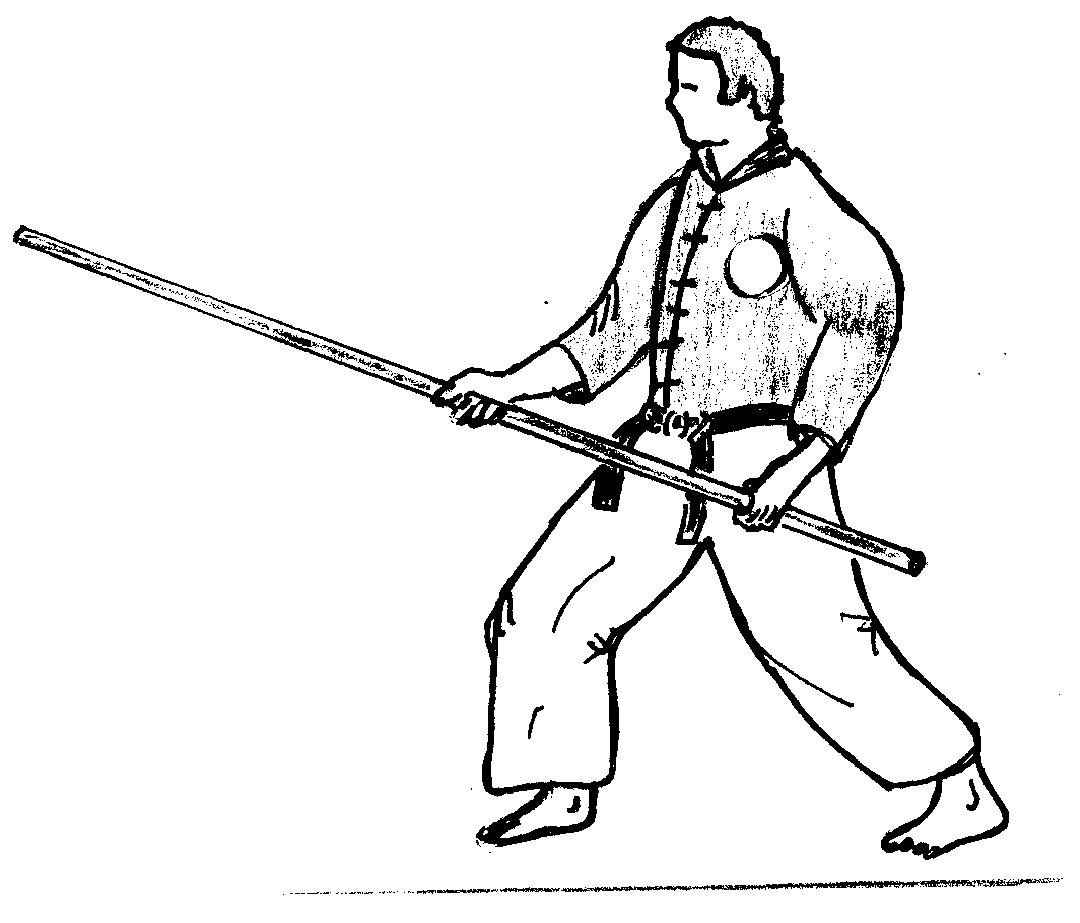
Aka avec bâton long (Forme des 4 vents).

## Pour en savoir plus
- Bando, philosophy, principles et practice, Maung Gyi, IST edition, 2000
- Burmese bando boxing, Maung Gyi, Ed. R.Maxwell, Baltimore, 1978
- Comprehensive Asian Fighting arts, Don F.Draeger and Robert W.Smith, E. Kodansha, Tokyo, 1969
- Traditional burmese boxing, Zoran Rebac, Ed. Paladin Press, Boulder, 2003